# Yuán Chónghuàn
Yuán Chónghuàn (chinois simplifié : 袁崇焕 ; chinois traditionnel : 袁崇煥 ; pinyin : yuán chónghuàn), né le 6 juin 1584, mort le 22 septembre 1630), est un commandant militaire, d'origine cantonaise de la dynastie Ming, ayant battu les mandchous dans la province du Liaoning.
Il est le premier à avoir battu Nurhachi, après de nombreuses victoires militaires de celui-ci contre les Mongols, les Coréens et les Hans.